# PGC 1909
LEDA/PGC 1909 ist eine Balken-Spiralgalaxie mit ausgedehnten Sternentstehungsgebieten vom Hubble-Typ SBb im Sternbild Walfisch südlich der Ekliptik. Sie ist schätzungsweise 163 Millionen Lichtjahre von der Milchstraße entfernt. Gemeinsam mit NGC 151, NGC 217 und PGC 1841 bildet sie die NGC 151-Gruppe.